# 西11丁目車站
西11丁目車站（日语：／ Nishi-jūitchōme eki */?）是一位於日本北海道札幌市中央區大通西11丁目，隸屬於札幌市交通局的地下鐵車站。西11丁目車站是札幌市營地下鐵東西線的沿線車站之一，車站編號T08。
西11丁目車站全站皆位於札幌市中心的帶狀公園大通公園的地底下，同樣位於該公園底下的還有大通車站。

## 車站構造
與大通公園並行、並與國道230號（石山通）形成直角的月台。石山通與南大通交差點各角分別設有1至4號出入口，地下1樓為大堂與閘口，地下2樓為1面2線島式月台。月台與閘口以升降機連結，位於月台中央，與地面的升降機設於1號出口。

### 月台配置
| 月台 | 路線   | 目的地           |
| ---- | ------ | ---------------- |
| 1    | 東西線 | 大通、新札幌方向 |
| 2    | 東西線 | 琴似、宮之澤方向 |

## 相鄰車站
札幌市營地下鐵
 東西線
西18丁目（T07）－西11丁目（T08）－大通（T09）